# オルコメノス (アルカディア)
オルコメノス（古希: Ὀρχομενός, Orchomenos, 英: Orchomenus）は、古代ギリシアのアルカディア地方の都市である。トゥキディデスはアルカディアのオルコメノス（古希: Ὀρχομενός ὁ Ἀρκαδικός）と呼んでボイオティア地方の同名の都市オルコメノスと区別した。
オルコメノスは先史時代から存在する集落であり、マンティネイアの北方に位置し、テゲアとマンティネイアとともに西アルカディアの強力な都市の1つになった。都市の全盛期は紀元前7世紀から紀元前6世紀の間にあり、独自の貨幣を鋳造した豊かな都市に成長した。そのアクロポリスの遺跡はオルコメノスの現代の村落の背後の山上にある。

## 地理
オルコメノスは当初、アクロポリスのふもとの四方を山に囲まれた平野に建設された。そののち町の最も重要な遺跡が発見された西の山上に集落が建設された。対してオルコメノスの現代の村落がある低い平野はアンキシア（Anchisia）と呼ばれる低い丘によって南を囲まれており、マンティネアの領土から分離されている。北にはオリグリトス（Oligyrtus）と呼ばれる非常に高い山地があり、ペネオスとステュムパロスに通じる道があり、東と西には南北に並行して連なる2本の山々がある。
平野は東部と西部域から突き出た丘によって2つに分割され、2つの丘はその間に渓谷ほどのわずかなスペースしか許さないほど接近している。西部の丘の頂上にはオルコメノスのアクロポリスがあり、高さ900m（3,000フィート）近く、メッセニア地方のイトメの強力な要塞に似ており、後者と同様に2つの平野を支配していた。平野の南部の水域は渓谷を通って平野の北部に流れ込み、地表に水が流れ出る場所がないために大きな湖が形成された。2つの平野は閉じた盆地（カルスト地形の窪地）として特徴づけられ、今日でも雨水を排水するための大規模な溝とポナーと呼ばれる自然の地下排水口および人工のトンネルがある。しかしその排水能力は不十分であり、パウサニアスの時代（2世紀頃）にあった湖は現在はなくなっているが、冬の降水量が非常に多い場合、現在でも一部の農地が浸水したり、一時的に湖ができることがある。

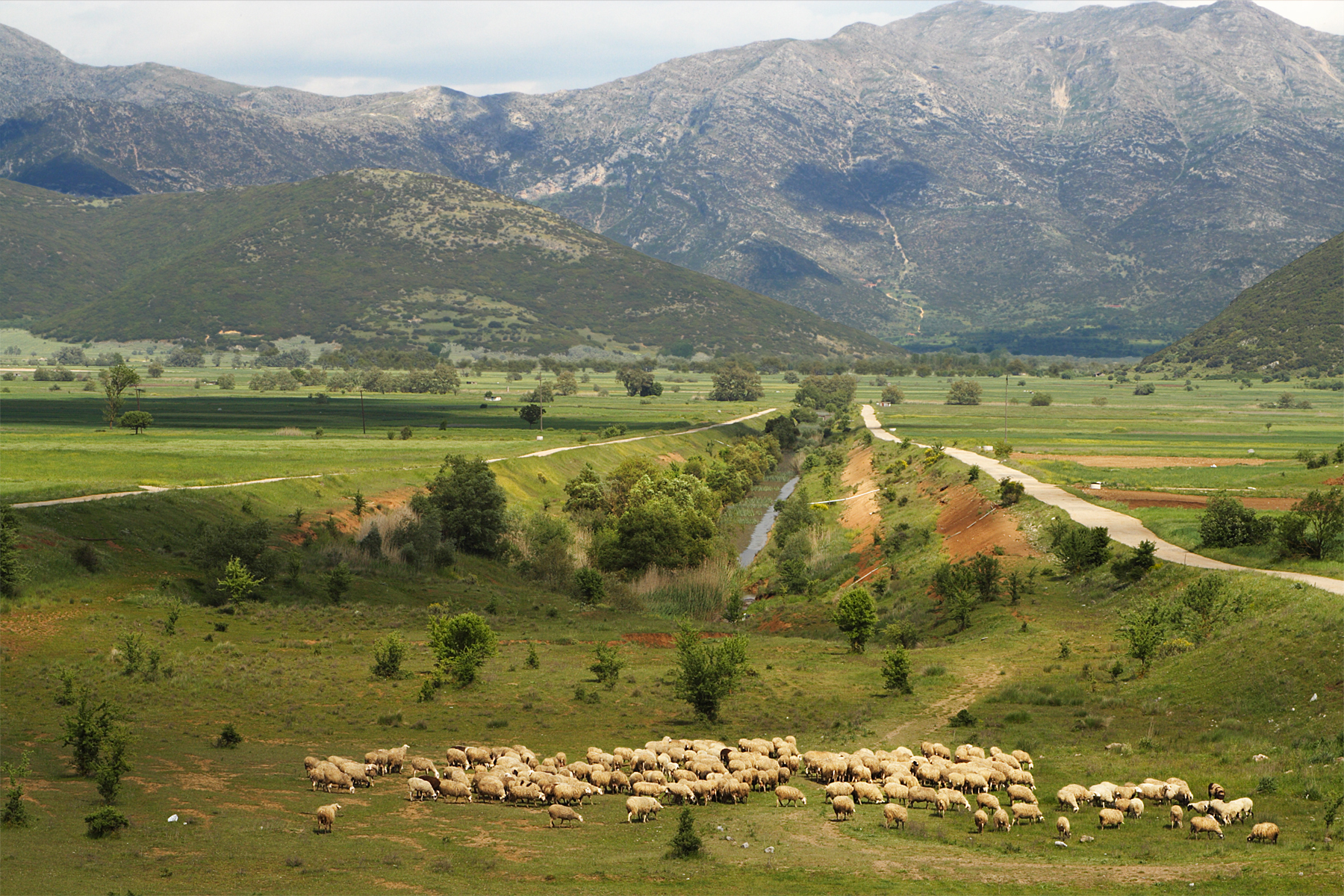
オルコメノスの平野の北西辺のコトゥッサ（Chotoussa）に残る古代の排水施設。

## 歴史
オルコメノスについて最初に言及しているのはホメロスの『イリアス』2巻の軍船表で、トロイア戦争に参加したアルカディア地方の都市の1つとして、「家畜が豊かな（ポリュメロス、πολύμηλος, polymelos）」と歌われている。オウィディウスは「肥沃な、実り豊かな（ferax）」と歌い、ロドスのアポロニオスは「富んだ」と歌っている。
パウサニアスはアルカディア王リュカオンの息子である同名の英雄オルコメノスによって都市が建設されたと述べている。しかしアルカス王の死後、彼の支配権は3人の息子の間で分割され、そのうちエラトスはオルコメノスを領土として得たと伝承されていた。オルコメノスの王はアルカディア地方のほぼ全域を支配したとも言われている。パウサニアスはまたオルコメノスの王のリストを伝えている。これらの王の1人、アイクミスの息子アリストクラテスはアルテミス・ヒュムニア（賛歌祭のアルテミス）の幼い未婚の女神官に手を出そうとしたが、少女は終始抵抗したため王は彼女に乱暴を働いた。これを知ったアルカディア人は王を石打ちの刑に処した。王権は息子のヒケタス、さらにその息子アリストクラテス2世に受け継がれた。アリストクラテス2世は第二次メッセニア戦争の際にスパルタ人から賄賂を受け取って、メッセニアを陥れたため、祖父と同じ形で処刑された。彼はアルカディアを支配した最後のオルコメノス王だったようだが、しかし息子のアリストデモスが都市の王として描かれているのを見つけることができるので、彼の一族はいくつかの典拠で述べられているようにオルコメノスの王国を奪われていなかった。実際、地理学者テオピロスは、オルコメノスの王ペイシストラトスがペロポネソス戦争の貴族によって殺害されたと語っているため、他のほとんどのギリシャの都市で王政が廃止された後もオルコメノスでは長期にわたって王権が存在し続けたらしい。
ペルシア戦争では、オルコメノスは120人をテルモピュライの戦いに、600人をプラタイアの戦いに送った。ペロポネソス戦争では、スパルタ人はアルカディア地方の人質をオルコメノスに預けた。しかしそのとき都市の城壁は荒廃した状態だったので、紀元前418年にアテナイ人とペロポネソス同盟が都市に対して進軍したとき、オルコメノス人はあえて抵抗せず、人質を手放した。
メガロポリスが建設されたとき、オルコメノス人は（リュカイオン山山麓の同名の都市とは別の）テイソア（Theisoa）、メテュドリオン、およびテウティス（Teuthis）を支配していた。これらの都市の住民はメガロポリスに移され、その領土はメガロポリスに割り当てられた。オルコメノス人はマンティネイアに対する敵意からアルカディア同盟への参加を拒否し、マンティネイアと戦争をした。それ以降、オルコメノスは政治的重要性を失ったが、その支配的な状況からその領土は後の時代にしばしば交戦国の標的となった。
マケドニア王カッサンドロスとポリュペルコンの戦争では、前313年に前者の軍事力の前に陥落した。その後、アイトリア人の側を支持し、紀元前234年頃にネアルコス（Nearchus）という支配者の下でアカイア同盟に合意した。前229年にアイトリア人の黙認でスパルタ王クレオメネス3世に引き継がれたが、前223年にマケドニア王アンティゴノス3世ドソンに奪取され、マケドニアの守備隊が配置された。その後、ローマの圧力の下でフィリップ5世によってアカイア人に返還された。
ストラボンはアルカディアの諸都市の間でオルコメノスの名前を言及したが、それらの都市は消滅したか、痕跡がほとんど残らないほど小さくなっていた。しかしこれはパウサニアスから判断すると誇張のように見える。パウサニアスは他の遺跡の中でも泉とポセイドンおよびアプロディテの神域は見応えがあり、また都市の近くに立つ大きな杉の巨木の中にアルテミス・ケドレアティス（杉の女神アルテミス）と呼ばれるアルテミスの木彫神像があったと述べている。

## 考古学

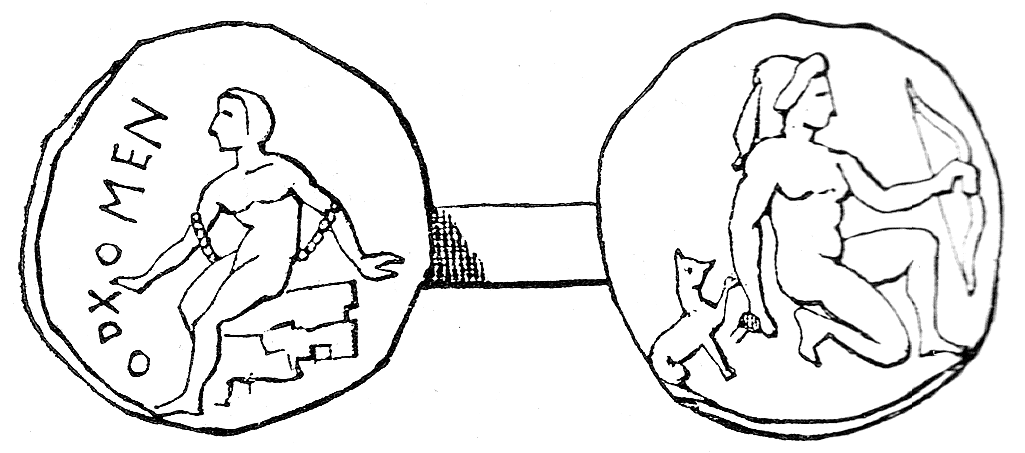
オルコメノスのコイン。

オルコメノスの発掘はアテネ・フランス学院のメンデル（Mendel）らの指揮のもと、また後にテオドール・スピロプーロスによって行われた。発掘によって多くの遺跡の存在が明らかにされ、現在では古代の劇場、アゴラ、市の城壁や、アルテミス・メソポリティスの神殿を含む遺跡を見ることができる。また発掘中に確認された他の遺跡には、ブレウテリオン、先史時代の墳墓、アルカイック期の橋などがある。
これらのうち最も重要な遺跡は4,000人を収容できる劇場である（紀元前4世紀から3世紀）。アクロポリスのある山の東側の斜面、標高800メートルの位置に建設された劇場からは文化的な行事の際中に壮観な景色を眺めることができた。
南から町に近づくと左側にパウサニアスによって記述された石で築かれた墳丘墓がある。アクロポリスの下には貴族の墳墓があり、その向こうにはパウサニアスがその場所で最も注目すべきものの1つとして言及しているテネエイアイ（Τενεῖαι）と呼ばれる泉があり、少し先にヘレニズム時代のアミロス（Amilos）の遺跡がある。
南部の平野には古代の運河があり、周囲の山から渓谷を通って北部の平野に水が流れている。カタリマタ（Katalimata）には先史時代の排水施設を備えた先史時代の集落があり、近隣のパレイオピルゴスにある「ミティカス（Mytikas）」の丘にはミケーネ時代の定住地と古代の聖域がある。オルコメノスの山の北側の斜面にあるアンキシアはアルテミス・ヒュムニアの神殿であり、最も古くからすべてのアルカディア人によって崇拝されていた。その位置はおそらくレヴィディの東にある聖母マリア教会がある場所と考えられる。

## ギャラリー

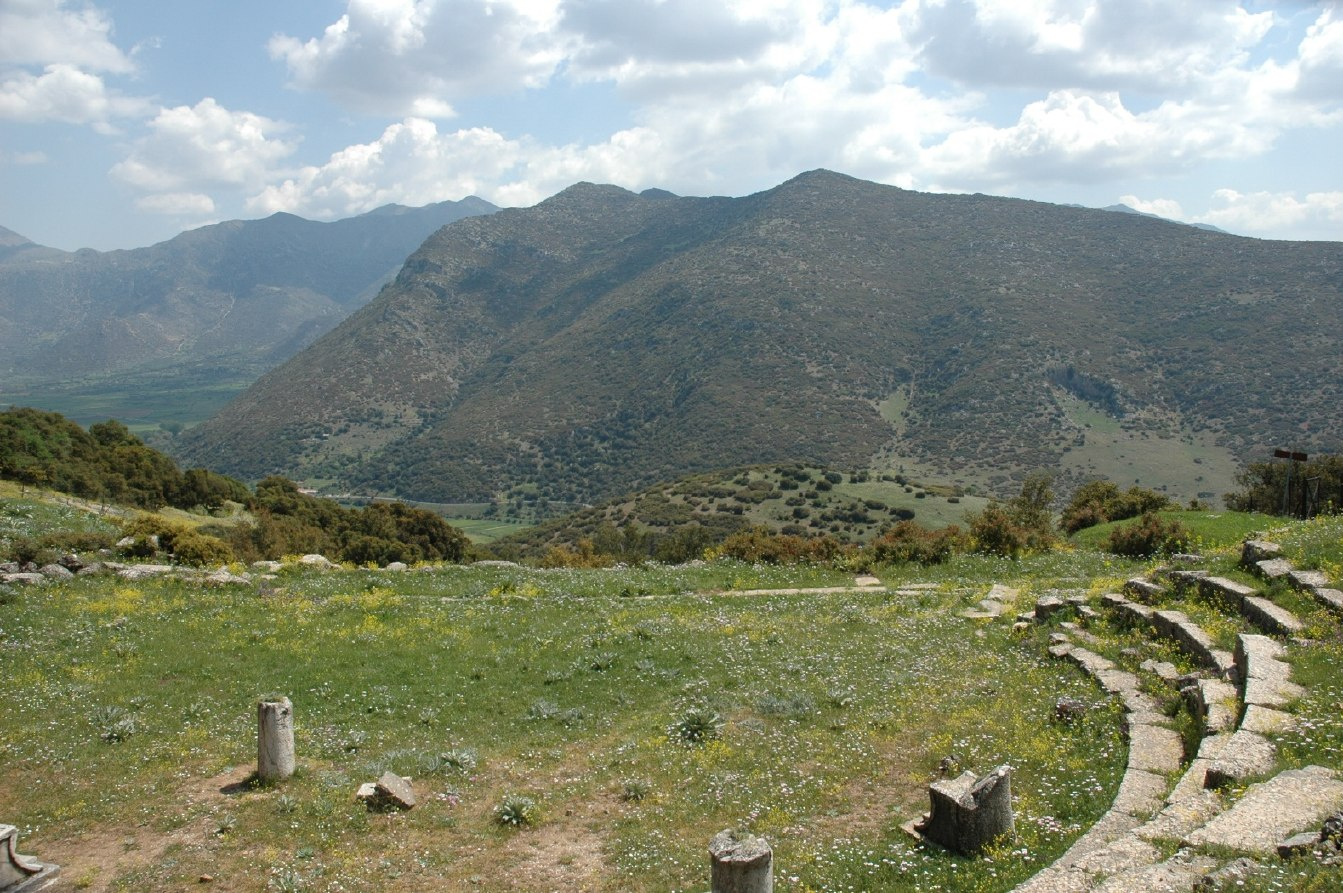
アクロポリスに残る古代の劇場跡
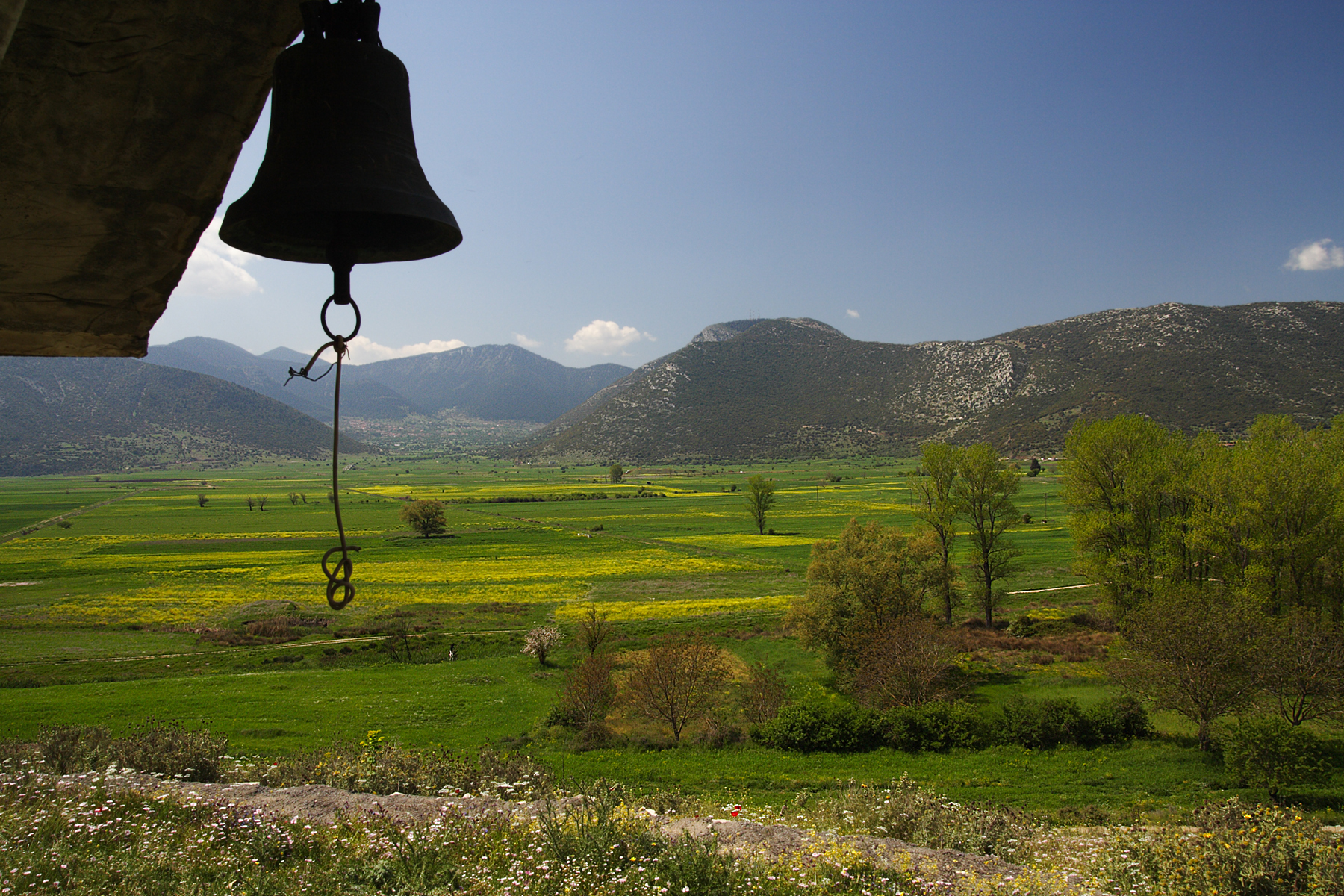
オルコメノスの田園風景
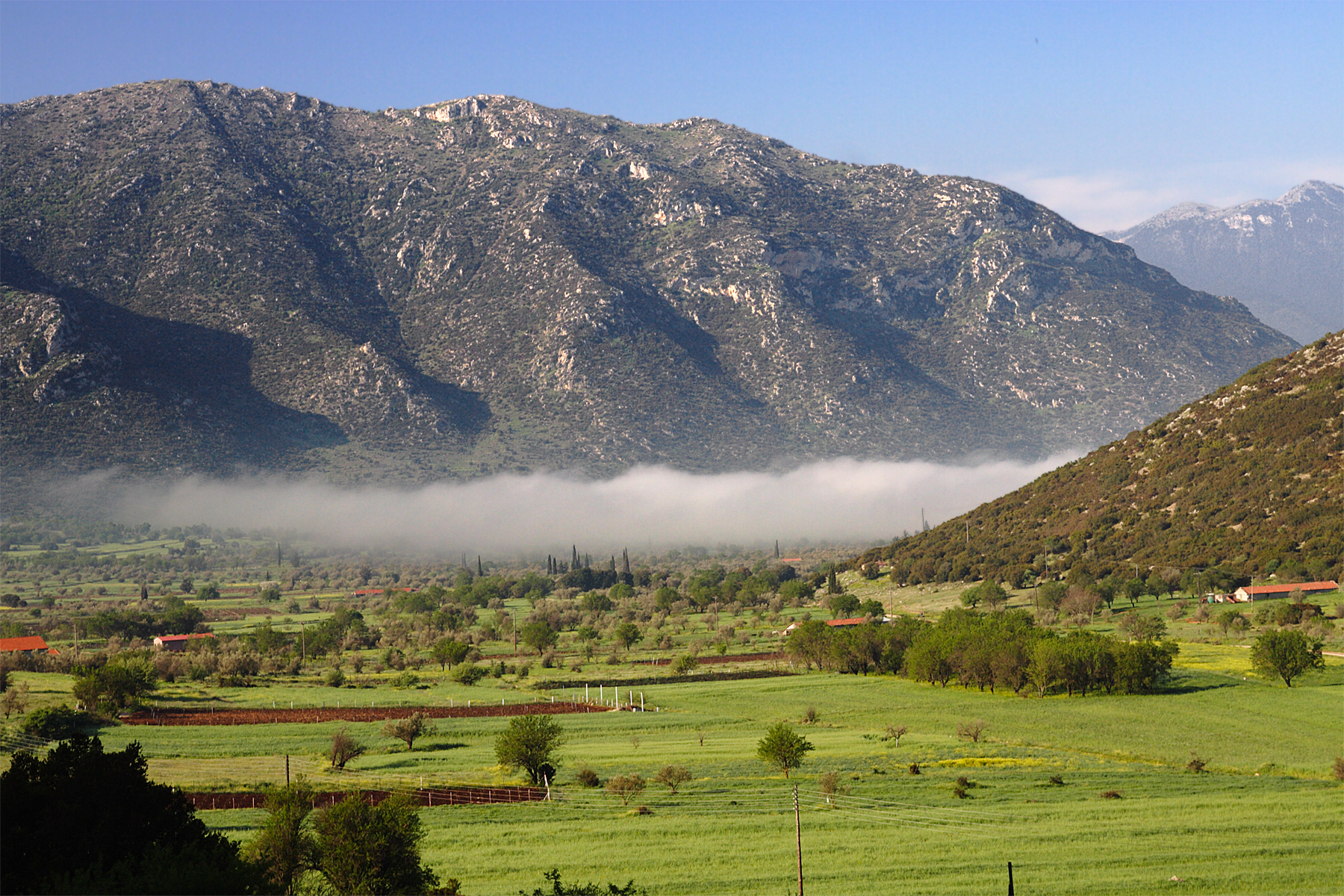
平野の北東のカンディラ（英語版）
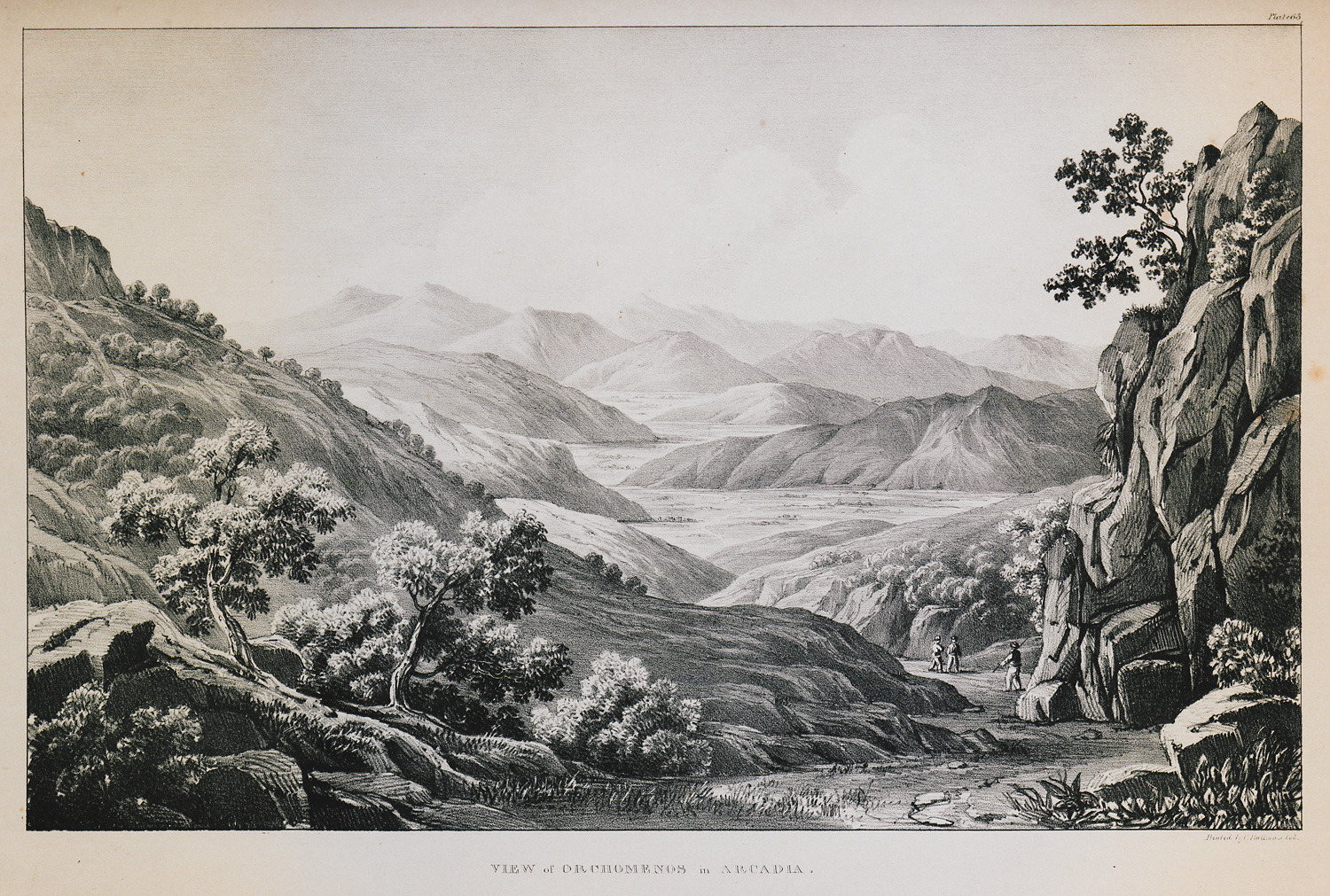
エドワード・ドッドウェル（英語版）が描いたオルコメノスの風景